# The Heart of Canada
The Heart of Canada è una poesia scritta da Alfred Noyes e messa in musica dal compositore inglese Edward Elgar nel 1924.

## Storia
Questa era una delle canzoni (collettivamente conosciute come Pageant of Empire), scritte per essere eseguite nel Pageant of Empire alla British Empire Exhibition a Wembley Park il 21 luglio 1924.
La canzone si riferisce al Canada come membro dell'Impero britannico "Queen of the West...". È una canzone per solista di due versi, con un ritornello corale Canada! Fair young Canada! (Canada! Bello giovane Canada!).